# 圭亚那地盾

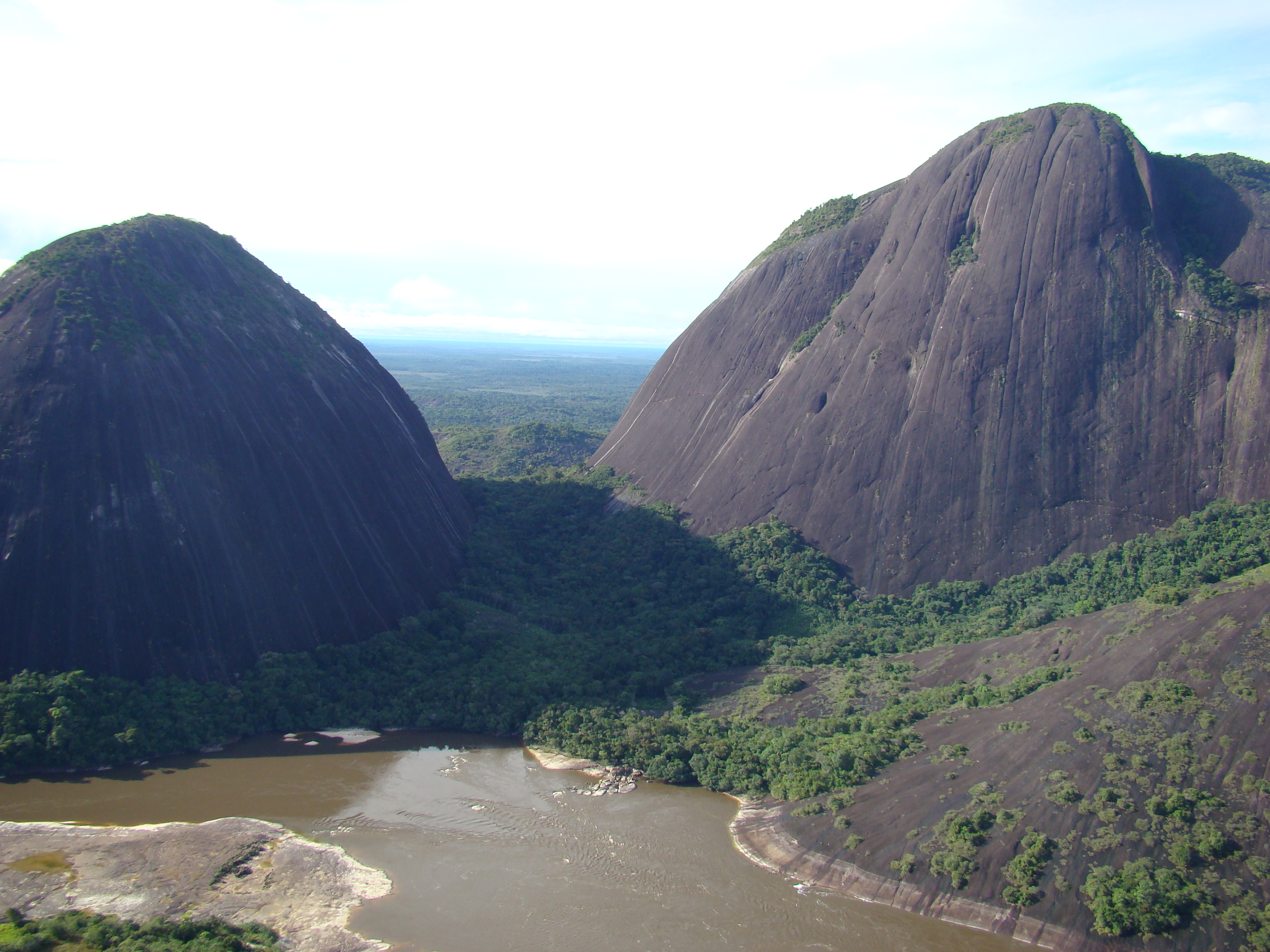
马维库尔山，位於哥倫比亞的瓜伊尼亚省。

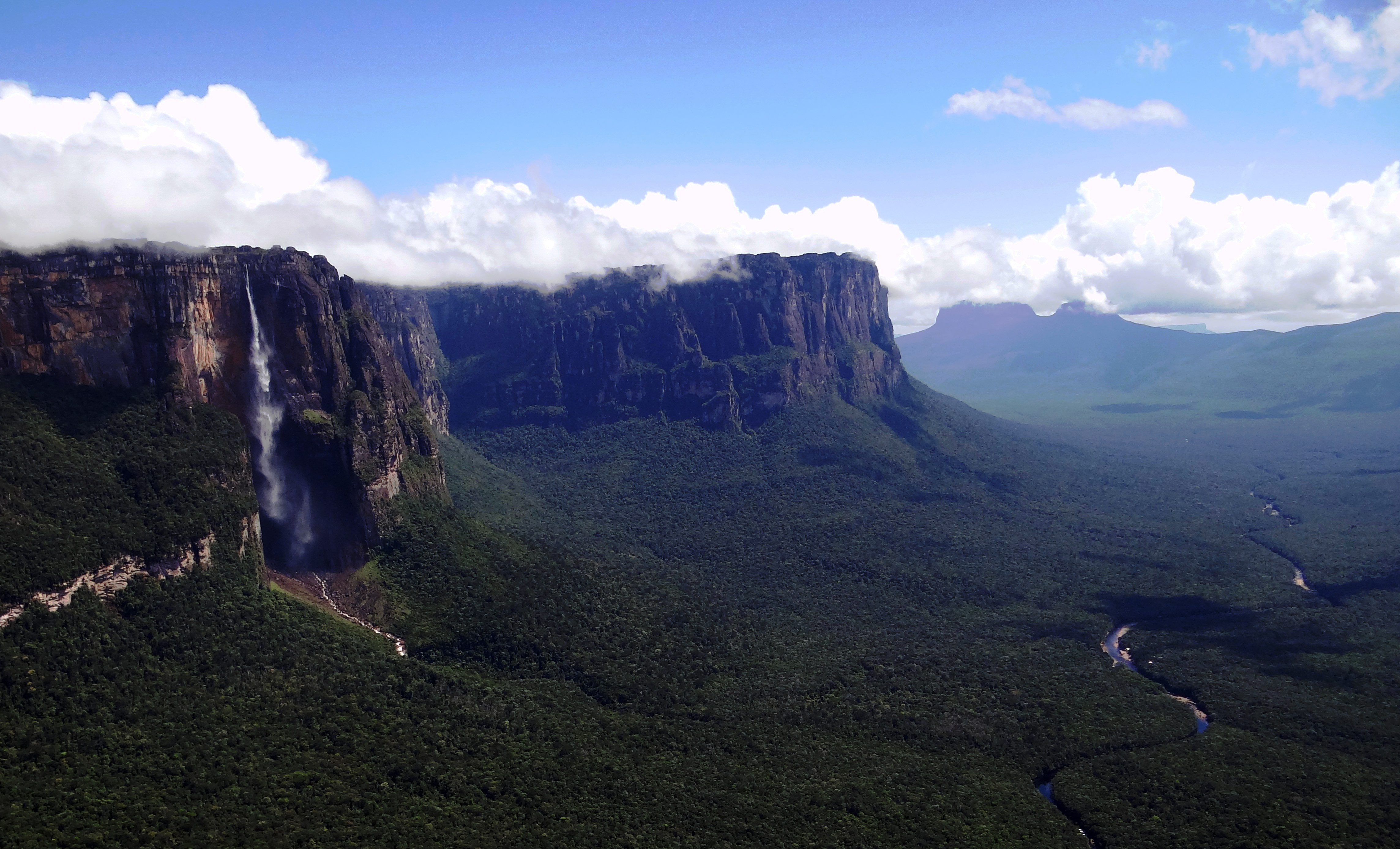
惡魔峽谷，位於委內瑞拉的加奈馬國家公園。

圭亚那地图

圭亚那地盾（英語：Guiana Shield）是南美洲板块上的3个安定地塊之一。该地盾包含圭亚那、苏里南、法属圭亚那、委內瑞拉南部、及巴西（主要是羅賴馬州）等国的部分地区。圭亚那地盾具有17亿年的历史。地盾上的最高海拔处称为圭亚那高原。圭亚那地盾也是世界上最壮观的若干瀑布的源头，如安赫尔瀑布等。